# Кадыралиев, Таалайбек Бейшенович
Таалайбек Бейшенович Кадыралиев (род. 7 сентября 1968, Нарын) — советский и киргизский боксёр, представитель легчайшей и наилегчайшей весовых категорий. Выступал в конце 1980-х — начале 2000-х годов, обладатель бронзовой медали Азиатских игр, серебряный призёр чемпионата Азии, участник летних Олимпийских игр в Сиднее. Заслуженный мастер спорта Кыргызской Республики. Тренер по боксу.

## Биография
Таалайбек Кадыралиев родился 7 сентября 1968 года в городе Нарын Киргизской ССР. Заниматься боксом начал в 1981 году во Фрунзе под руководством Урана Уметбекова. Позднее проходил подготовку под руководством заслуженного мастера спорта СССР В. П. Фролова и заслуженного тренера Киргизской ССР А. А. Адыкулова.
Впервые заявил о себе в 1987 году, став финалистом первенства Вооружённых сил СССР в Омске.
В 1988 году выиграл первенство Вооружённых сил СССР в Алма-Ате в зачёте легчайшей весовой категории.
В 1989 году выступил на домашнем чемпионате СССР по боксу во Фрунзе, в первом же поединке легчайшей весовой категории по очкам уступил серебряному призёру Фаату Гатину.
В 1992 году в составе киргизской сборной боксировал на Мемориале Ахмета Джёмерта в Стамбуле, дошёл до полуфинала наилегчайшего веса, где был остановлен титулованным кубинцем Раулем Гонсалесом.
В 1994 году стал бронзовым призёром на Кубке мира в Бангкоке, проиграв в полуфинале наилегчайшего веса азербайджанцу Ровшану Гусейнову. Боксировал на Азиатских играх в Хиросиме.
В 1995 году отметился выступлением на чемпионате мира в Берлине.
В 1997 году среди прочего участвовал в чемпионате Азии в Куала-Лумпуре.
На Азиатских играх 1998 года в Бангкоке дошёл до стадии четвертьфиналов наилегчайшей весовой категории.
В 1999 году на чемпионате Азии в Ташкенте завоевал серебряную награду в легчайшем весе, в решающем финальном поединке со счётом 2:12 потерпел поражение от узбека Алишера Рахимова.
Благодаря череде успешных выступлений в 2000 году удостоился права защищать честь страны на летних Олимпийских играх в Сиднее — в категории до 54 кг досрочно взял верх над камерунцем Херманом Нгуджо, однако во втором своём бою в 1/8 финала со счётом 7:12 проиграл американцу Кларенсу Винсону и выбыл из дальнейшей борьбы за медали. Винсон в итоге стал бронзовым призёром этого олимпийского турнира.
В 2002 году Кадыралиев боксировал на чемпионате Азии в Серембане и на Азиатских играх в Пусане. Во втором случае взял бронзу легчайшего веса — в полуфинале досрочно уступил представителю Узбекистана Бекзоду Хидирову.
В 2003 году принял участие в чемпионате мира в Бангкоке, где в 1/8 финала легчайшего веса был остановлен болгарином Детелином Далаклиевым.
За выдающиеся спортивные достижения удостоен почётного звания «Заслуженный мастер спорта Кыргызской Республики» (2002).
Впоследствии проявил себя на тренерском поприще.